# La mina del diablo
La mina del diablo (2005) es una película documental dirigida por los directores de cine independiente Kief Davidson y Richard Ladkani. Este documental sigue a un niño boliviano de catorce años llamado Basilio Vargas que, junto con su hermano Bernardino de doce años, trabaja en las minas cerca de la ciudad de Potosí. Estos hermanos se ven en la necesidad de trabajar en la mina para ser el sostén familiar, y alternan escuela y trabajo.
La película incluye muchos detalles de la vida de los mineros, como la necesidad de acullicar hojas de coca para apaciguar el dolor del hambre o los largos turnos que trabajan sin importar la edad. El documental tuvo su estreno mundial en el Festival Internacional de Cine de Róterdam y su debut en Estados Unidos en el Festival de Cine de Tribeca.

## Argumento
La mina del diablo se concentra en las preocupaciones de los trabajadores locales que tienen miedo de lo que llaman “El Tío” o diablo. En la película, un minero anciano afirma que más de 8 millones de personas han muerto en las minas inseguras. Los trabajadores creen que esto se debe a que “El Tío” controla la mina y que Cristo no tiene poder allí. Ellos a menudo realizan ofrendas tales como hojas de coca, alcohol, cigarrillos, y ofrecen sacrificios, como inmolar a una llama y esparcir su sangre a la entrada de la mina para apaciguar a la estatua improvisada de "El Tío". Cada mina tiene su propio Tío al que todos los trabajadores rezan al entrar para poder encontrar una buena veta de plata y para que se les proteja de las explosiones, los gases tóxicos, la silicosis y el desprendimiento de rocas. El párroco católico local es incapaz de domar estos temores del “Tío”, aunque los trabajadores suelen rezar en la iglesia antes de entrar a la mina. Al observar a los mineros asistiendo a la misa, el párroco local dice que cuando los mira a la cara, "ve morir a Cristo". La ironía resulta profundamente triste. Adoran tanto a Dios como al Diablo, a la Luz y a la Oscuridad, al Dios del mundo y al dios de la mina de tierra debajo.